# Emma Twigg
Emma Twigg (n. 1 martie 1987, Napier⁠(d), Hawke's Bay⁠(d), Noua Zeelandă) este o canotoare ce a reprezentat Noua Zeelandă, medaliată olimpică. A participat la 4 ediții ale Jocurilor Olimpice (2008, 2012, 2016, 2020) în care a câștigat o medalie de aur.